# Alveser See
Der Alveser See ist ein natürlicher Binnensee zwischen Eitzendorf und Alvesen. Beide gehören zur niedersächsischen Gemeinde Hilgermissen in der Samtgemeinde Grafschaft Hoya im Landkreis Nienburg/Weser.
Der Alveser See, ein Altarm der Weser, erstreckt sich weitgehend in Nord-Süd-Richtung. Er ist etwa 3 km lang, maximal 180 m breit und hat eine Fläche von etwa 14 ha. Er entwässert im Norden über die Blender Emte.
Belastungen des Sees durch Cyanobakterien (Blaualgen) traten zum Ende der Badesaison 2010 für ca. 28 Tage auf.
Der See wird vom Landessportfischerverband Niedersachsen e.V. als Angelgewässer genutzt. Bootsangeln ist erlaubt.
Der Alveser See ist gemäß Niedersächsischer Verordnung LSG NI 41 auf einer Fläche von 92,9 ha als Landschaftsschutzgebiet eingestuft.